# BOSS Open 2025
BOSS Open 2025 a fost un turneu profesionist de tenis organizat în cadrul circuitului masculin ATP, care a avut loc în perioada 9–15 iunie, la Stuttgart, Germania, pe terenuri cu iarbă. A fost cea de-a 47-a ediție a a ATP Stuttgart Open, parte a categoriei ATP 250 din Circuitul ATP 2025.

## Campioni

### Simplu
Pentru mai multe informații consultați BOSS Open 2025 – Simplu

### Dublu
Pentru mai multe informații consultați BOSS Open 2025 – Dublu

## Puncte și premii în bani

### Distribuția punctelor
| Probă  | Câștigător | Finalist | Semifinalist | Sfertfinalist | Runda 2 | Runda 1 | Q   | Q2  | Q1  |
| Simplu | 250        | 165      | 100          | 50            | 25      | 0       | 13  | 7   | 0   |
| Dublu  | 250        | 150      | 90           | 45            | 0       | N/A     | N/A | N/A | N/A |

### Premii în bani
| Probă  | Câștigător | Finalist | Semifinalist | Sfertfinalist | Runda 2  | Runda 1 | Q2      | Q1      |
| Simplu | 114.335 €  | 66.695 € | 39.205 €     | 22.715 €      | 13.190 € | 8.060 € | 4.035 € | 2.200 € |
| Dublu* | 39.760 €   | 21.360 € | 12.500 €     | 6.930 €       | 4.090 €  | N/A     | N/A     | N/A     |

*per echipă